# 帕赛 (奥恩省)
帕赛（法語：Passais，法語發音：[pasɛ] ⓘ）是法国奥恩省的一个旧市镇，位于该省西南部，属于阿朗松区。2016年1月1日，帕赛和相邻的另外2个市镇合并为新市镇帕赛维拉日（Passais-Village），帕赛为政府驻地。

## 地理
帕赛（48°31'7"N, 0°45'27"W）面积16.68 平方千米，位于法国诺曼底大区奧恩省，该省份为法国西北部内陆省份，北起顺时针与卡爾瓦多斯省、厄尔省、厄尔-卢瓦省、萨尔特省、马耶讷省和芒什省接壤。
与帕赛接壤的市镇（或旧市镇、城区）包括：圣马尔代格雷讷、圣西梅翁。
帕赛的时区为UTC+01:00、UTC+02:00（夏令时）。

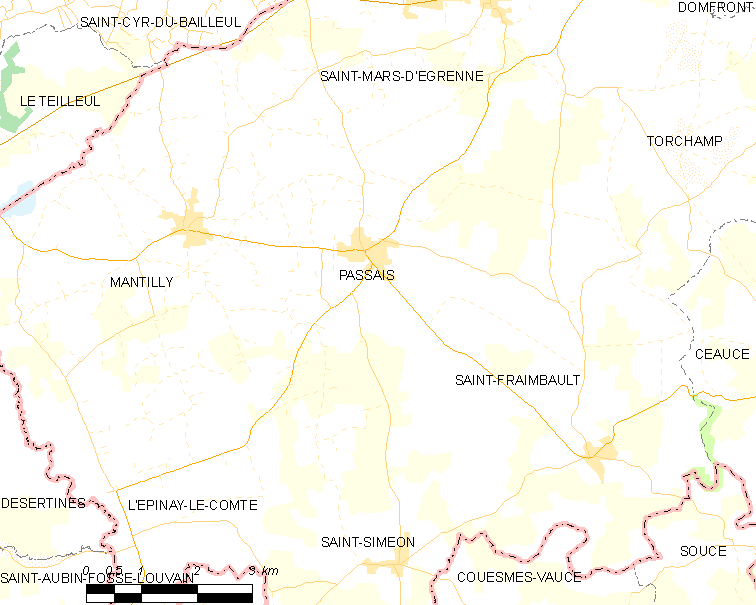
帕赛的OSM定位图

## 行政
帕赛的邮政编码为61350，INSEE市镇编码为61324。

## 政治
帕赛所属的省级选区为奥恩诺曼底地区巴尼奥勒县。

## 人口

1962-2008年间帕赛人口变化图示

帕赛于2018年1月1日时的人口数量为780人。